# Gerichtsbezirk Vöcklabruck
Der Gerichtsbezirk Vöcklabruck ist ein dem Bezirksgericht Vöcklabruck unterstehender Gerichtsbezirk im politischen Bezirk Vöcklabruck (Bundesland Oberösterreich), mit dem er sich seit Eingliederung der Gerichtsbezirke Schwanenstadt, Frankenmarkt und Mondsee auch räumlich deckt.

## Geschichte

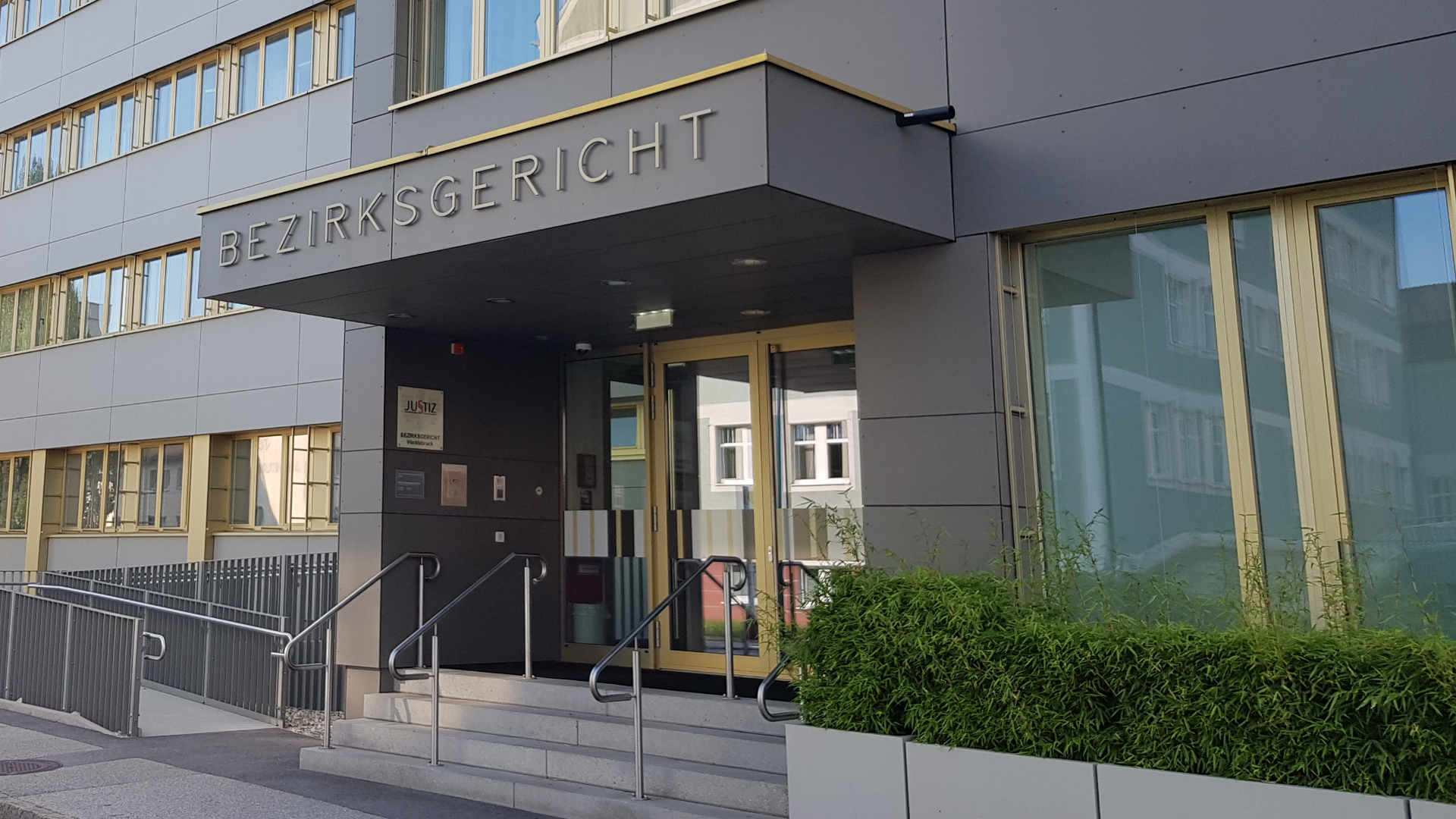
Bezirksgericht Vöcklabruck

Der Gerichtsbezirk Vöcklabruck wurde durch einen Erlass des k.k. Oberlandesgerichtes Linz am 4. Juli 1850 geschaffen und umfasste ursprünglich die 30 Steuergemeinden Ackersberg, Ampflwang, Aurach, Baumgarting, Bierbaum, Gampern, Hainbach, Kammer, Litzlberg, Neudorf, Neukirchen, Oberkrich, Pichlwang, Oberpilsbach, Puchheim, Rametsberg, Unterregau, Rutzenmoos, Seewalchen, Steinbach, Timelkam, Trattberg, Ungenach, Vöcklabruck, Wagrain, Wartenburg, Wegleiten, Weyregg, Zell am Pettenfürst.
Der Gerichtsbezirk bildete im Zuge der Trennung der politischen von der judikativen Verwaltung
ab 1868 gemeinsam mit den Gerichtsbezirken Mondsee, Frankenmarkt und Schwanenstadt den Bezirk Vöcklabruck.
Durch Gemeindezusammenlegungen reduzierte sich die Anzahl der Gemeinden nach und nach auf die 17 Ampflwang im Hausruckwald, Attnang-Puchheim, Aurach am Hongar, Gampern, Lenzing, Neukirchen an der Vöckla, Pilsbach, Puchkirchen am Trattberg, Regau, Schörfling am Attersee, Seewalchen am Attersee, Steinbach am Attersee, Timelkam, Ungenach, Vöcklabruck, Weyregg am Attersee und Zell am Pettenfirst.
Durch die Auflösung des Gerichtsbezirks Schwanenstadt wurde der Gerichtsbezirk per 1. Jänner 2005 um die 14 Gemeinden Atzbach, Desselbrunn, Manning, Niederthalheim, Oberndorf bei Schwanenstadt, Ottnang am Hausruck, Pitzenberg, Pühret, Redlham, Rüstorf, Rutzenham, Schlatt, Schwanenstadt und Wolfsegg am Hausruck erweitert.
Am 1. Juli 2013 wurden die Gerichtsbezirke Mondsee und Frankenmarkt aufgelöst und deren Gemeinden dem Gerichtsbezirk Vöcklabruck zugewiesen.

## Gerichtssprengel
Der Gerichtssprengel umfasst mit den 52 Gemeinden Ampflwang im Hausruckwald, Attersee am Attersee, Attnang-Puchheim, Atzbach, Aurach am Hongar, Berg im Attergau, Desselbrunn, Fornach, Frankenburg am Hausruck, Frankenmarkt, Gampern, Innerschwand am Mondsee, Lenzing an der Ager, Manning, Mondsee, Neukirchen an der Vöckla, Niederthalheim, Nußdorf am Attersee, Oberhofen am Irrsee, Oberndorf bei Schwanenstadt, Oberwang, Ottnang am Hausruck, Pfaffing, Pilsbach, Pitzenberg, Pöndorf, Puchkirchen am Trattberg, Pühret, Redleiten, Redlham, Regau, Rüstorf, Rutzenham, St. Georgen im Attergau, Sankt Lorenz, Schlatt, Schörfling am Attersee, Schwanenstadt, Seewalchen am Attersee, Steinbach am Attersee, Straß im Attergau, Tiefgraben, Timelkam, Ungenach, Unterach am Attersee, Vöcklabruck, Vöcklamarkt, Weißenkirchen im Attergau, Weyregg am Attersee, Wolfsegg am Hausruck, Zell am Moos und Zell am Pettenfirst den gesamten Bezirk Vöcklabruck.